# Aleyrodes crataegi
Aleyrodes crataegi es un hemíptero de la familia Aleyrodidae, con una subfamilia: Aleyrodinae.
Fue descrita científicamente por primera vez por Kiriukhin en 1947.